# Vytenis Andriukaitis
Vytenis Povilas Andriukaitis, né le 9 août 1951 à Kioussiour, en Union soviétique, est un homme politique et chirurgien lituanien. De 2014 à 2019, il est commissaire européen chargé de la santé et de la sécurité alimentaire de la Commission Juncker.

## Biographie

### Vie professionnelle
Entre 1978 et 2008, il fait une carrière distinguée dans le domaine de la médecine.

### Engagement politique
Comptant parmi les signataires de la déclaration d'indépendance, député entre 1990 et 2004, il se présente en 1997 à l'élection présidentielle mais ne remporte que 5,7 % des voix au premier tour. En 1998, il prend pour trois ans la présidence du Parti social-démocrate lituanien (LSDP). De nouveau candidat à l'élection présidentielle en 2002, il améliore légèrement son score avec 7,3 %. Il est réélu au Seimas en 2008.
Le 13 décembre 2012, il est nommé ministre de la Santé dans le gouvernement de coalition du social-démocrate Algirdas Butkevičius. Il est remplacé le 17 juillet 2014 par Rimantė Šalaševičiūtė. Deux mois plus tard, il est proposé par le Premier ministre, Algirdas Butkevičius, pour occuper le poste de commissaire européen à la Santé et à la Sécurité alimentaire dans la commission Juncker.

### Espéranto
Il a commencé à apprendre tout seul l'espéranto, en 1976, lorsqu'il travaillait comme chirurgien à l'hôpital d'Ignalina, durant les nuits de garde de faible activité. Après avoir rencontré l'espérantiste et médecin Viktoras Kutorga, il s'est depuis souvent rendu à la réunion hebdomadaire de l'association d'espéranto de Vilnius.
À cause de son activité politique importante, il a dû mettre un peu de côté l'espéranto, sans toutefois l'oublier, en aidant notamment, selon ses possibilités, l'association lituanienne d'espéranto (eo). En plus du lituanien et de l'espéranto, il parle le polonais, l'anglais, le russe et l'allemand.

### Distinctions
- Commandeur de l'ordre du Grand Duc Gediminas (2004).
- Grand-croix de l'ordre du Mérite du Portugal (2003).
- Officier de la Légion d'honneur (2015)[3].